# William T. Tyndall
William Thomas Tyndall (* 16. Januar 1862 in Sparta, Christian County, Missouri; † 26. November 1928 in Bartlesville, Oklahoma) war ein US-amerikanischer Politiker. Zwischen 1905 und 1907 vertrat er den Bundesstaat Missouri im US-Repräsentantenhaus.

## Werdegang
William Tyndall besuchte die öffentlichen Schulen seiner Heimat sowie die Henderson Academy und die Sparta Academy. Zwischen 1884 und 1895 unterrichtete er in Sparta als Lehrer. Nach einem anschließenden Jurastudium und seiner 1893 erfolgten Zulassung als Rechtsanwalt begann er dort in seinem neuen Beruf zu arbeiten. In den Jahren 1891 bis 1893 sowie nochmals von 1897 bis 1905 fungierte er als Posthalter in seiner Heimatstadt Sparta. Gleichzeitig schlug er als Mitglied der Republikanischen Partei eine politische Laufbahn ein.
Bei den Kongresswahlen des Jahres 1904 wurde Tyndall im 14. Wahlbezirk von Missouri in das US-Repräsentantenhaus in Washington, D.C. gewählt, wo er am 4. März 1905 die Nachfolge von Willard Duncan Vandiver antrat. Da er im Jahr 1906 dem Demokraten Joseph J. Russell unterlag, konnte er bis zum 3. März 1907 nur eine Legislaturperiode im Kongress absolvieren. Nach seinem Ausscheiden aus dem US-Repräsentantenhaus praktizierte er wieder als Anwalt in Sparta. Im Jahr 1912 verlegte er seinen Wohnsitz und seine Kanzlei nach Bartlesville in Oklahoma, wo er am 26. November 1928 starb.